# Pasanggrahan (Sukawening)
Pasanggrahan is een bestuurslaag in het regentschap Garut van de provincie West-Java, Indonesië. Pasanggrahan telt 6607 inwoners (volkstelling 2010).